# ألبرا (بني يتنة الشمالية)
ألبرا هو دُوَّار يقع بجماعة عين بيضاء، إقليم وزان، جهة طنجة تطوان الحسيمة في المملكة المغربية. ينتمي الدوّار لمشيخة بني يتنة الشمالية التي تضم 14 دوار. يقدر عدد سكانه بـ 126 نسمة حسب الإحصاء الرسمي للسكان والسكنى لسنة 2004.

## روابط خارجية
- البوابة الوطنية للجماعات الترابية
- المندوبية السامية للتخطيط